# Meristomeringina kontagora
Meristomeringina kontagora är en tvåvingeart som beskrevs av Norman E. Woodley 1987. Meristomeringina kontagora ingår i släktet Meristomeringina och familjen vapenflugor.
Artens utbredningsområde är Nigeria. Inga underarter finns listade i Catalogue of Life.